# Mobile Überwachungsgruppe Innsbruck

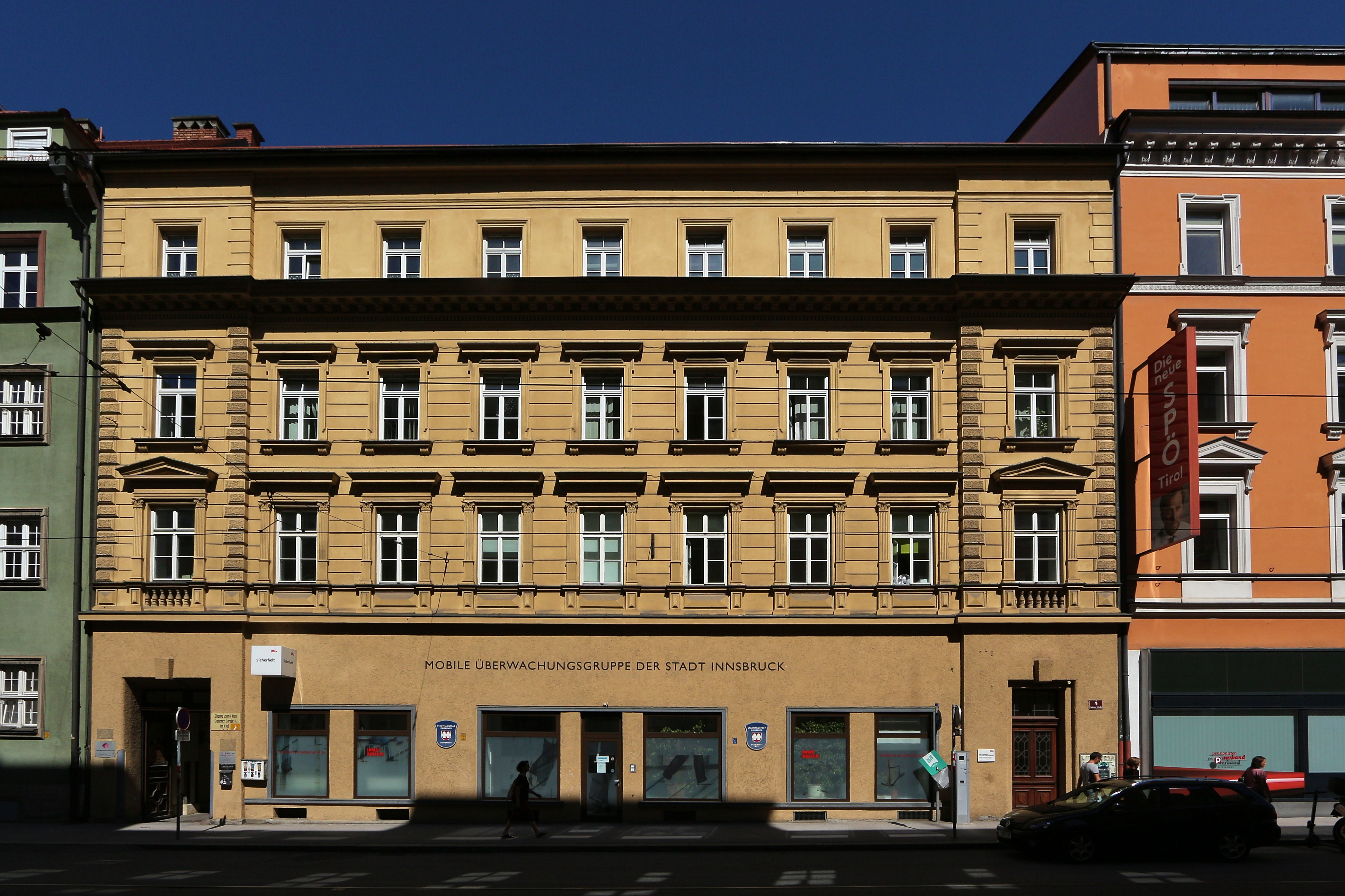
Gebäude der Mobilen Überwachungsgruppe

Die Mobile Überwachungsgruppe dient als Teil des Stadtmagistrates Innsbruck (MA II) zur Überwachung der Einhaltung der öffentlichen Ordnung und wurde im Jahr 2005 gegründet.

## Befugnisse
Die Mitarbeiter der Mobilen Überwachungsgruppe sind zur kurzzeitigen Anhaltung von Personen zur Identitätsfeststellung berechtigt. Darüber hinaus ist es der MÜG in einem rechtlichen Rahmen gestattet, Ermahnungen auszusprechen und Organmandate und Anzeigen auszustellen. Gerichtlich strafbare Handlungen werden von der MÜG indes nicht verfolgt.
Vollziehen die Mitarbeiter der MÜG eine Amtshandlung in Zivil, so sind diese dazu verpflichtet, den Dienstausweis unaufgefordert vorzuweisen. Ferner müssen die Magistratsmitarbeiter auf Verlangen ihre Dienstnummer bekannt geben; egal, ob die Amtshandlung in Zivil oder in Uniform durchgeführt wird.

## Erscheinungsbild
Die Uniform des Aufsichtsorgans besteht aus einer blauen Dienstkleidung mit dem Schriftzug „Magistrat“ auf Brust und Rücken sowie dem Wappen der Stadt Innsbruck am linken Oberarm und einem Abzeichen am rechten Oberarm, das mit „Städtisches Aufsichtsorgan“ beschriftet ist. Der Dienstwagen ist silbern und trägt das Logo der Stadt Innsbruck, umgeben von blauen Streifen. Etwas versetzt ist die Aufschrift „Sicherheit“ angebracht.

## Geschichte
Die Mobile Überwachungsgruppe wurde im Jahr 2005 durch die Stadt Innsbruck gegründet, einerseits um die Bundespolizei in ihrer Tätigkeit zu entlasten, andererseits sei die Gründung der Gruppe notwendig gewesen, „weil zur Vollziehung von ortspolizeilichen Verordnungen – beispielsweise der Park- und Spielplatzordnung – nicht die Polizei sondern ausschließlich Gemeindeorgane befugt“ seien. Die MÜG bestand in ihrem Gründungsjahr aus fünf Mitarbeitern, mit Stand Jänner 2020 ist die Mitarbeiterzahl auf 42 angewachsen.
Gemäß Art. 78d Abs. 2 B-VG handelt es sich bei der Überwachungsgruppe nicht um einen Gemeindewachkörper, da diese im örtlichen Wirkungsbereich einer Landespolizeidirektion nur vom Bund selbst gegründet werden dürfen.
Im Jahr 2019 rückte die MÜG 10.200-mal aus, ca. 75 % der Einsätze sind dabei auf direkte Anrufe aus der Bevölkerung zurückzuführen.

## Zuständigkeiten

### Ortspolizeiliche Verordnungen
Die MÜG überwacht unter anderem die Einhaltung ortspolizeilicher Verordnungen:
- Innsbrucker Parkordnung
- Innsbrucker Spielplatzordnung
- Alkoholverbotsordnung

### Landesgesetze
Über die Überwachung der Einhaltung ortpolizeilicher Verordnungen hinaus, sind die Organe der MÜG dazu befugt, die Einhaltung der nachfolgenden Landesgesetze sicherzustellen. Dazu gehören auch Verordnungen, die auf Grundlage ebendieser Gesetze erlassen wurden.
- Tiroler Landes-Polizeigesetz
- Tiroler Jugendschutzgesetz
- Tiroler Feldschutzgesetz
- Tiroler Veranstaltungsgesetz
- Leinenzwangverordnung

### Bundesgesetze
In einem begrenzten Ausmaß ist es des Weiteren die Aufgabe der Mobilen Überwachungsgruppe die Einhaltung verschiedener Bundesgesetze (und den darauf basierenden Verordnungen) sicherzustellen:
- StVO (eingeschränkt)
- GewO
- Meldegesetz
- Eisenbahngesetz